# Psilurus
Psilurus is een geslacht uit de grassenfamilie (Poaceae). De soorten komen voor in Europa, Afrika, Azië en Australazië.

## Soorten
Van het geslacht zijn de volgende soorten bekend: 
- Psilurus aristatus
- Psilurus incurvus
- Psilurus nardoides
- Psilurus rottboellioides